# Stars Dance (Lied)

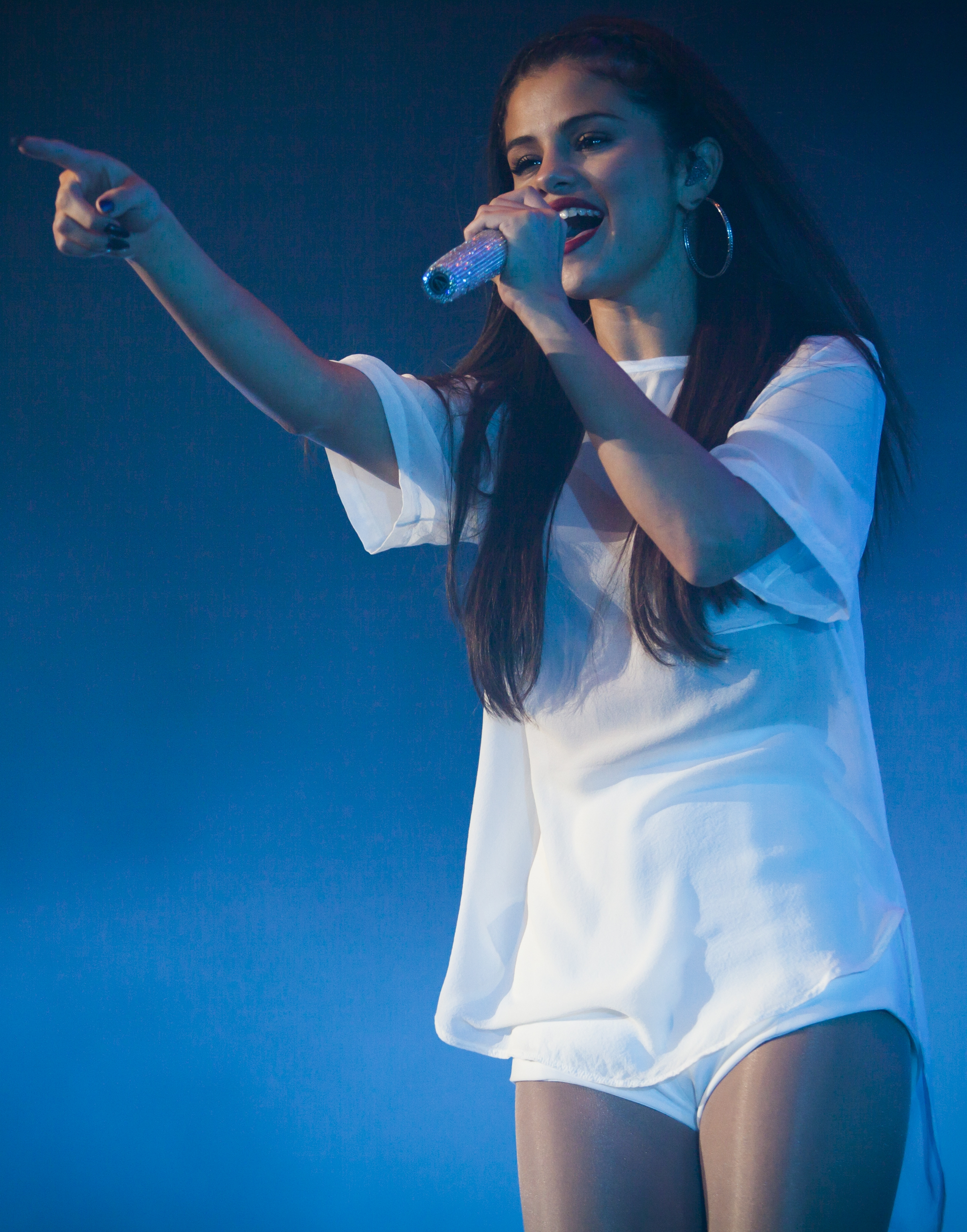
Selena Gomez singt Stars Dance live in Oslo (September 2013)

Stars Dance ist ein Lied der amerikanischen Sängerin und Schauspielerin Selena Gomez aus dem gleichnamigen Album Stars Dance, welches im Sommer 2013 erschienen ist.

## Entstehung und Veröffentlichung
Stars Dance wurde von Antonina Armato, Tim James und Adam Schmalholz geschrieben, welche ebenfalls unter dem Namen „Rock Mafia“ bekannt sind. Veröffentlicht wurde Stars Dance am 19. Juli 2013 in Deutschland sowie am 23. Juli in den USA.
Laut Selena Gomez nannte sie ihr Debütalbum Stars Dance, da sie sich bei den Produzenten von Rock Mafia bedanken wollte, welche sie schon seit einer Weile begleiteten und sie auch unterstützten, seitdem sie ein junges Mädchen war. Rock Mafia produzierte und schrieb für Selena Gomez unter anderen die erfolgreichen Songs Naturally und Love You Like a Love Song.

## Musikrichtung
Stars Dance ist einzustufen als ein Dubstep, teilweise auch als ein Orchestral-Dubstep-Song. Begleitet wird das Lied von Violinen, Trip-Hop-Beats und dunklen Sinfonien.